# Anomalon duniae
Anomalon duniae är en stekelart som beskrevs av Ian D. Gauld och Bradshaw 1997. Anomalon duniae ingår i släktet Anomalon och familjen brokparasitsteklar. Inga underarter finns listade i Catalogue of Life.